# Flugplatz Warschau-Babice

i8
i11
i13

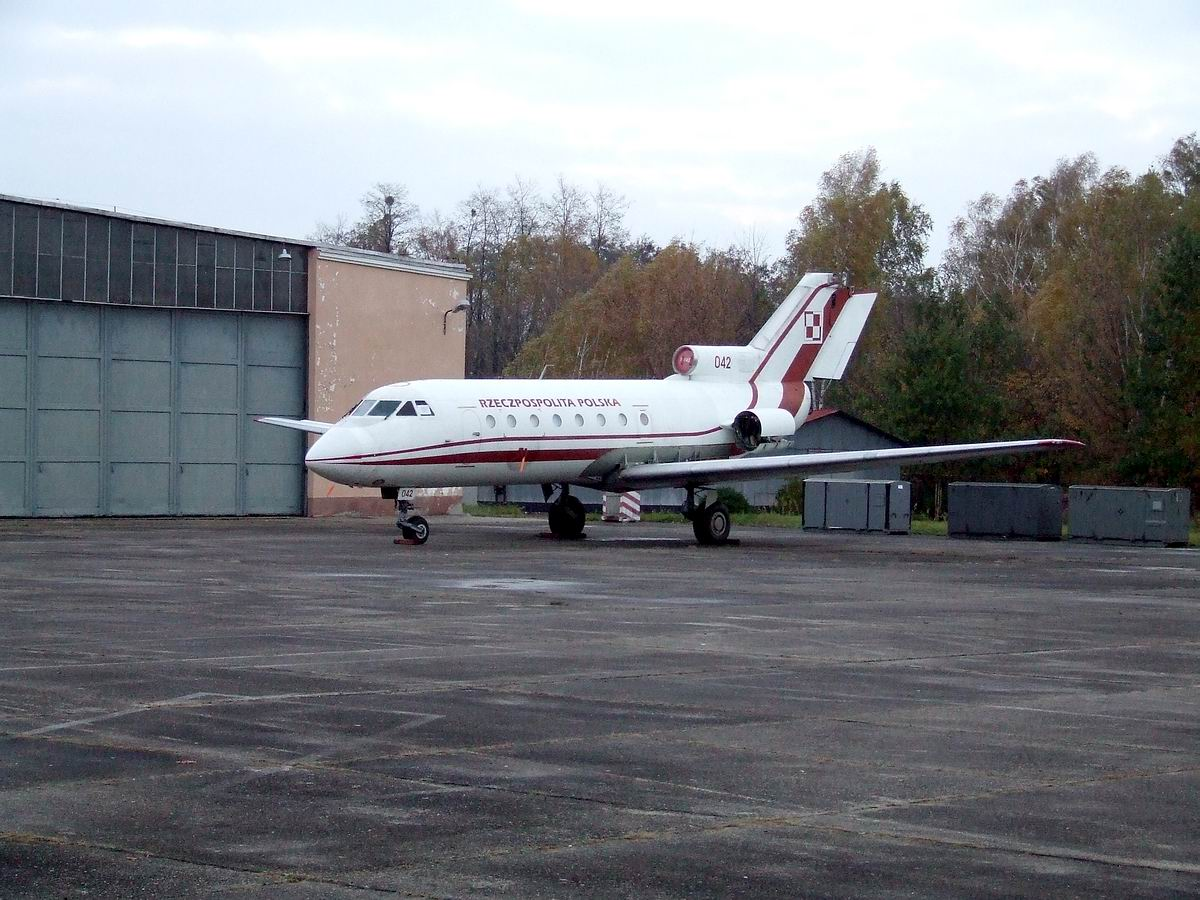
Schulflugzeug Jakowlew Jak-40 in Warschau-Babice

Der Flugplatz Warschau-Babice (polnisch: Lotnisko Warszawa-Babice, ICAO-Code EPBC) ist ein Flugplatz in Warschau. Er liegt etwa sieben Kilometer nordwestlich des Stadtzentrums im Stadtbezirk Bemowo auf einer Höhe von 106 m AMSL.

## Flugbetrieb
Der Flugplatz ist werktags von 6 bis 22 Uhr LMT geöffnet. Er ist ausschließlich für VFR-Verkehr zugelassen.

## Infrastruktur
Der Flugplatz verfügt über zwei parallele Start- und Landebahnen mit ost-westlicher Ausrichtung. Die 1301 m lange, befeuerte Hauptbahn 10R/28L besteht aus Betonplatten. Nördlich davon liegt die 1000 m lange Graspiste 10L/28R.
Südlich des Bahnsystems befinden sich der Tower und mehrere befestigte Rollbahnen, die zu den südlichen Vorfeldern und Hangars führen. Auf der Nordseite befinden sich Gebäude und Hangars des Luftrettungsdienstes Lotnicze Pogotowie Ratunkowe und des Luftsportvereins Aeroklub Warszawski.

## Geschichte
Beim jetzigen Flugplatz handelt es sich um einen teilweise zurückgebauten Flugplatz der Polnischen Luftstreitkräfte. Dieser verfügte ursprünglich über zwei Start- und Landebahnen: 5/23 (Beton, 2000 m × 80 m) und 10/28 (Beton, 2500 m × 90 m). Die erstgenannte wurde nach dem Fortfall der Militärnutzung Anfang der 1980er Jahre in die zunächst die Betondeckschicht nutzende öffentliche Straße ulica Powstańców Śląskich (Straße der Schlesischen Aufständischen) umgewidmet, während die zweite, gekürzt und östlich der Bahnenkreuzung abgebaut, die jetzige SLB 10R/28L bildet. Seitdem hat sich die großenteils aus Hochhäusern bestehende Wohnbebauung an den Flugplatz genähert und die Schließung des Flugplatzes ist seit über 30 Jahren geplant.
Im Jahr 1959 landete die Maschine des amerikanischen Vizepräsidenten Richard Nixon anlässlich dessen Moskau-Reise auf dem Flugplatz Babice. 